# Gabinete Daladier II
O Gabinete Daladier II foi o ministério formado por Édouard Daladier em 30 de janeiro de 1934 e dissolvido em 07 de fevereiro do mesmo ano. Foi o 95º gabinete da Terceira República Francesa, sendo antecedido pelo Gabinete Chautemps II e sucedido pelo Gabinete Doumergue II.

## Contexto
Édouard Daladier iniciou seu segundo gabinete no final de janeiro de 1934, acumulando também a pasta dos Negócios Estrangeiros.
Em 06 de fevereiro daquele ano, graves revoltas orquestradas por ligas de extrema-direita levaram uma multidão a tentar invadir o Palácio Bourbon. Houve uma repressão violenta, com 15 mortos e quase 1.500 feridos, e Daladier renunciou no dia seguinte. Esta foi a primeira vez que um governo da Terceira República cedeu à pressão das ruas.
Daladier foi substituído por Gaston Doumergue em 07 de fevereiro de 1934.

## Composição
- Presidente da República: Albert Lebrun
- Presidente do Conselho de Ministros: Édouard Daladier
- Ministro dos Estrangeiros: Édouard Daladier
- Ministro da Justiça: Eugène Penancier
- Ministro do Interior: Eugène Frot
- Ministro da Guerra e Defesa Nacional: Jean Fabry; Joseph Paul-Boncour
- Ministro das Finanças: François Piétri; Paul Marchandeau
- Ministro da Educação Nacional: Aimé Berthod
- Ministro das Obras Públicas: Joseph Paganon
- Ministro da Agricultura: Henri Queuille
- Ministro do Comércio e Indústria: Jean Mistler
- Ministro dos Correios, Telégrafos e Telefones: Paul Bernier
- Ministro do Trabalho e Segurança Social: Jean Valadier
- Ministro das Pensões: Hippolyte Ducos
- Ministro da Saúde Pública: Émile Lisbonne
- Ministro da Marinha Militar: Louis de Chappedelaine
- Ministro do Ar: Pierre Cot
- Ministro da Marinha Mercante: Guy La Chambre
- Ministro da França Ultramarina: Henry de Jouvenel